# Gosen-Neu Zittau
Gosen-Neu Zittau è un comune di 3 428 abitanti del Brandeburgo, in Germania.

Appartiene al circondario dell'Oder-Sprea ed è parte della comunità amministrativa di Spreenhagen.

## Storia
Il comune di Gosen-Neu Zittau venne creato nel 2003 dalla fusione dei comuni di Gosen e Neu Zittau.

## Geografia antropica

### Suddivisioni amministrative
Il territorio comunale comprende 2 centri abitati (Ortsteil):
- Gosen
- Neu Zittau[senza fonte]